# Grzegorz Kucharczyk

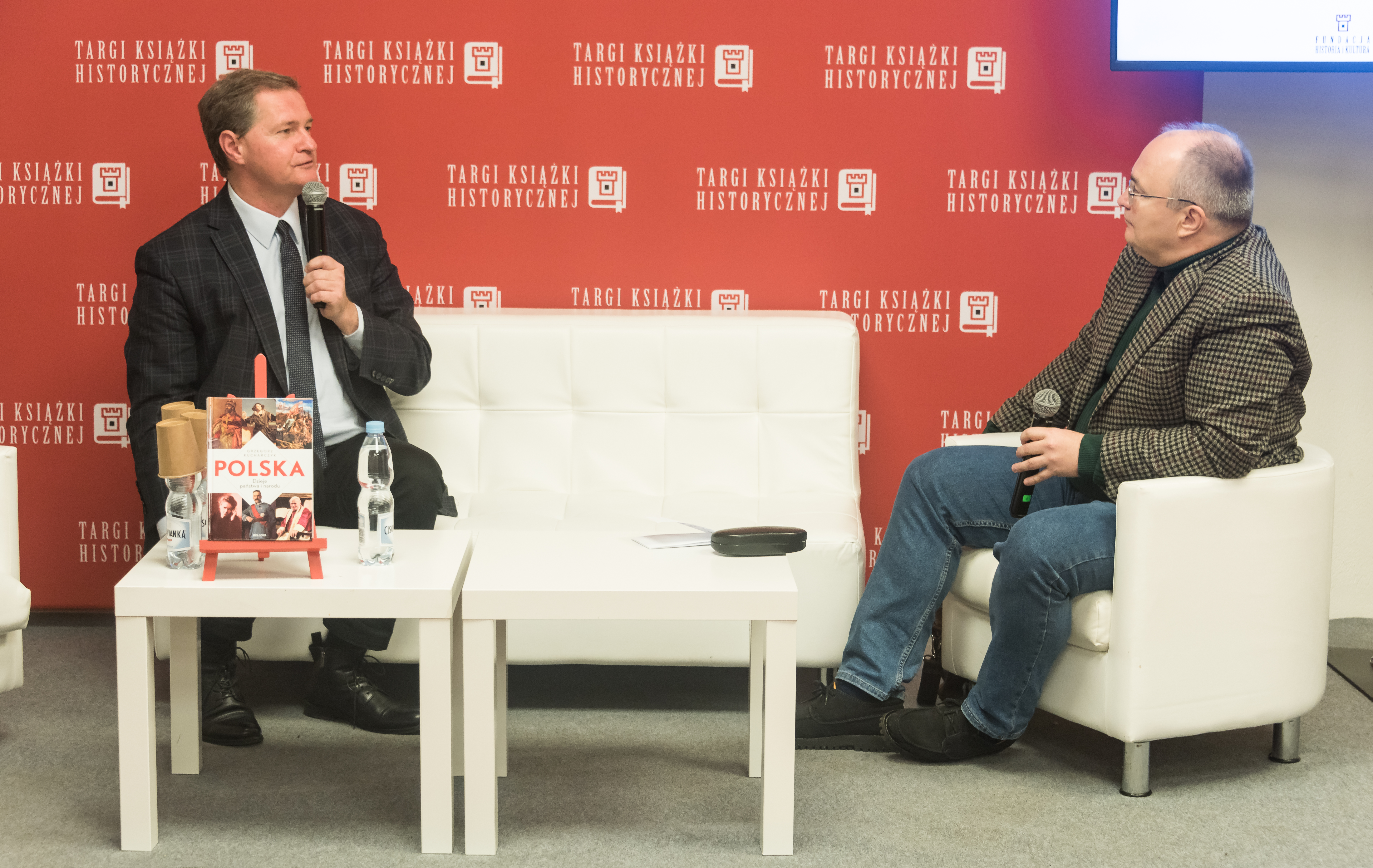
Grzegorz Kucharczyk i Krzysztof Rak podczas XXX Targów Książki Historycznej w Warszawie (2022)

Grzegorz Piotr Kucharczyk (ur. 23 stycznia 1969 w Gorzowie Wielkopolskim) – polski historyk, profesor nauk humanistycznych, specjalizujący się w historii myśli politycznej XIX i XX wieku oraz historii Niemiec.

## Życiorys
Doktorat obronił w 1997 roku w Instytucie Historii UAM na podstawie rozprawy Prusy, Rosja i kwestia polska w myśli politycznej Constantina Frantza (1817–1891) (promotor: Bogdan Wachowiak). W 2002 roku habilitował się w Instytucie Historii PAN na podstawie rozprawy Cenzura pruska w Wielkopolsce w czasie zaborów 1815-1914. Jest profesorem Instytutu Historii im. Tadeusza Manteuffla PAN i Wyższej Szkoły Nauk Humanistycznych i Dziennikarstwa w Poznaniu oraz prorektorem Akademii im. Jakuba z Paradyża w Gorzowie Wielkopolskim. Publikował m.in. w „Christian Order”, „Salisbury Review”, „Christianitas”, „Cywilizacji”, „Pro Fide, Rege et Lege”, „Arcanach”, w „Naszym Dzienniku” oraz w miesięczniku „Wpis”. Regularnie pisze do czasopisma „Miłujcie się!”, którego jest członkiem redakcji.
Współautor (wraz z Pawłem Milcarkiem i Markiem Pawłem Robakiem) serii podręczników historii do gimnazjum Przez tysiąclecia i wieki.
W 2005 roku członek Honorowego Komitetu Poparcia Lecha Kaczyńskiego w wyborach prezydenckich. W 2010 członek Honorowego Komitetu Poparcia Marka Jurka w I turze wyborów prezydenckich.
Członek Akademickiego Klubu Obywatelskiego im. Prezydenta Lecha Kaczyńskiego w Poznaniu.
W 2021 odznaczony Krzyżem Kawalerskim Orderu Odrodzenia Polski.
Od 2024 roku, wspólnie z Krzysztofem Rakiem, prowadzi na YouTube kanał Zagłada Polski, poświęcony tematyce Polski w okresie II wojny światowej.
Od 2025 publikuje treści na swoim kanale na YouTube - Po Prostu Historia. Wszedł w skład komitetu wspierającego kandydaturę Karola Nawrockiego na prezydenta RP w wyborach w 2025.

## Publikacje
- Myśl polityczna Zygmunta Krasińskiego, 1995
- Wyprawy krzyżowe, Wyd. Piotra i Pawła, 1997
- Prusy, Rosja i kwestia polska w myśli politycznej Constantina Frantza 1817–1891, rozprawa doktorska, Instytut Historii Uniwersytetu im. Adama Mickiewicza w Poznaniu, Wyd. Neriton, Warszawa 1999
- Cenzura pruska w Wielkopolsce w czasach zaborów 1815–1914, Instytut Historii PAN, Wyd. Poznańskie, Poznań 2001
- „Przyjaciel Chłopów”. Próba pruskiego oddziaływania przez prasę na polskie warstwy ludowe w połowie XIX wieku, „Pamiętnik Biblioteki Kórnickiej” 2001, z. 25
- Czerwone karty Kościoła, Klub Książki Katolickiej, 2002 (wznawiane przez wydawnictwa Polwen w 2004, przez wydawnictwo Dębogóra w 2008, oraz przez wydawnictwo Fronda pod zmienionym tytułem Chrystofobia. 500 lat nienawiści do Jezusa i Kościoła w 2020 roku)
- Ostatni cesarz. Bł. Karol I Habsburg, Poznań 2004
- Pierwszy holocaust XX wieku, Warszawa 2004, Biblioteka Frondy
- Niemcy i racja stanu. Myśl polityczna Jacqueesa Bainville’a, IH PAN, Wydawnictwo Neriton, Warszawa 2005
- Kielnią i cyrklem. Laicyzacja Francji w latach 1870–1914, Fronda, 2006
- Pod rządami półksiężyca, Wyd. Fundacja Świętego Benedykta, 2006
- Mała historia wielkiej Polski, Wyd. Fundacja Świętego Benedykta, 2007
- Polacy w służbie Prusaków – przypadek Eugeniusza Brezy (1802–1860), „Przegląd Historyczny” 2008, z. 99/4
- Polska myśl polityczna po roku 1939, Wyd. Dębogóra, 2009
- Chrześcijańsko-narodowi. Szkice z historii idei, Wyd. Dębogóra, Dębogóra 2009
- Kulturkampf. Walka Berlina z katolicyzmem 1846–1918, Wyd. Fronda, Warszawa 2009
- Prusy w okresie monarchii absolutnej 1701–1806, pod red. B. Wachowiaka, Wyd. Poznańskie, Poznań 2010
- Nienawiść i pogarda. Dwa stulecia walki z Kościołem, 2010
- Strachy z Gazety. 20 lat przestróg dla Polski, 2011
- Zbrojne pielgrzymki. Historia wypraw krzyżowych, 2011
- Polska myśl polityczna do roku 1939, Wyd. Dębogóra, 2011
- Mity i fakty. Zeszyty historii Kościoła, Wyd. Agape, Poznań 2012[6]
- Russell Kirk (1918–1994). Myśl polityczna amerykańskiego konserwatysty, Wyd. Prohibita, Warszawa 2012
- Wielka Historia Polski, Wyd. Dębogóra, 2012
- Historie Polski w XIX wieku, t. 2, cz. 1, [wspólnie z: M. Karpińską, S. Wiechem, T. Gąsowskim], red. A. Nowak, Wydawnictwo DiG, Warszawa 2013
- Prusy w okresie monarchii absolutnej, 1701–1806,, Prusy w dobie kształtowania się kapitalizmu 1806-1871, [w:] Dzieje Prus, t. 3, [współautorstwo z: D. Łukaszewiczem, R. Łysoniem, Z. Szultką, B. Wachowiakiem], Wyd. Poznańskie, Poznań 2014
- Pod mieczem Allaha. Nowe prześladowania i męczeństwo Chrześcijan, Wyd. AA, 2014
- Chrystianitas – od rozkwitu do kryzysu, Wyd. Prohibita, Warszawa 2015
- Chrystianitas – między Niemcami i Rosją, Wyd. Prohibita, Warszawa 2016
- Hohenzollernowie, Wyd. Poznańskie, Poznań 2016
- Prusy, Rzesza i Mitteleuropa. Wokół niemieckiego tła Aktu 5 listopada 1916, „Historia Slavorum Occidentis” 2017, nr 2
- Kryzys i destrukcja – szkice o protestanckiej reformacji, Wyd. Prohibita, Warszawa 2017
- Katedra i uniwersytet. O kryzysie i nadziei chrześcijańskiej cywilizacji, Wydawnictwo Biały Kruk, Kraków 2021.
- Odsiecz z nieba. Prymas Wyszyński wobec rewolucji, Wydawnictwo Biały Kruk, Kraków 2021.
- III Rzesza Niemiecka. Nowoczesność i nienawiść, Wydawnictwo Biały Kruk, Kraków 2022.
- Tyrania postępu (współautor), Wydawnictwo Biały Kruk, Kraków 2023.
- Piekielni sąsiedzi. Jak Rosja i Niemcy dogadywały się kosztem Polski (współautor Krzysztof Rak), Bellona 2024
- Kłopoty z Niemcami. Kulturkampf, Ostpolitik, Mitteleuropa, Wydawnictwo Fronda, 2024,